# Epirrhoe sperryi
Epirrhoe sperryi là một loài bướm đêm trong họ Geometridae.